# Dactylorhiza maculata
Dactylorhiza maculata, conhecida como satirião-malhado é uma planta herbácia perene da família das orquídeas. Encontra-se nas regiões montanhosas de grande parte da Europa, desde Portugal e Islândia até à Rússia. Encontra-se também na Argélia, Marrocos e ocidente da Sibéria.